# George Gordon Meade

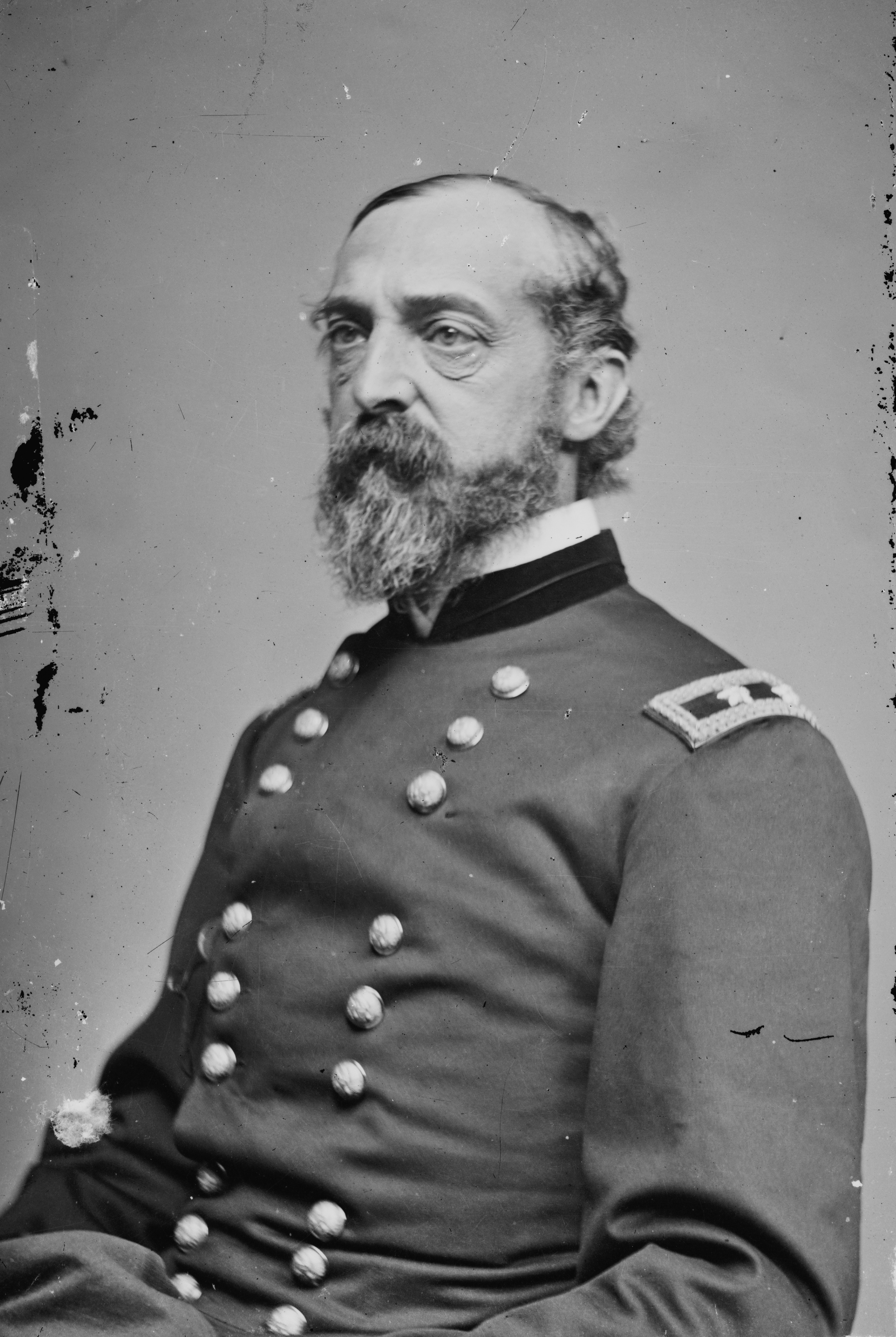
George Gordon Meade

George Gordon Meade (* 31. Dezember 1815 in Cádiz, Spanien; † 6. November 1872 in Philadelphia, Pennsylvania) war General des US-Heeres.

## Jugend und militärische Laufbahn
Meade war der Sohn eines Kaufmanns aus Philadelphia, der als Schiffsmakler im Auftrag der US-Regierung in Spanien tätig war, dort aber während der Napoleonischen Kriege sein gesamtes Vermögen verloren hatte. Nach dem Tode des Vaters kehrte die Familie 1828 in die USA zurück. Da ihm das Heer eine kostenlose Ausbildung ermöglichen konnte, bewarb sich George Meade 1831 um die Aufnahme in die US-Militärakademie in West Point, New York. Nach dem Abschluss der Ausbildung nahm er als Leutnant der Artillerie am Zweiten Seminolenkrieg teil. Meade quittierte 1836 den Dienst, um eine Tätigkeit als Ingenieur für die Alabama, Georgia & Florida Railroad aufzunehmen. Nach seiner Heirat mit Margarette Sergeant, der Tochter eines früheren Vizepräsidentschaftskandidaten, und der Geburt ihrer ersten Kinder geriet Meade erneut in finanzielle Schwierigkeiten, so dass er sich erfolgreich um eine Wiederaufnahme in das Heer bemühte. 1842 trat er mit seinem Dienstgrad als Leutnant in die Topographietruppe ein und nahm am Mexikanisch-Amerikanischen Krieg teil. Später war er hauptsächlich mit dem Bau von Leuchttürmen sowie der Vermessung der Küstenlinie und der Großen Seen beschäftigt. 1856 wurde er zum Hauptmann befördert.

## Bürgerkrieg
Einige Wochen nach Kriegsbeginn wurde Meade Ende August 1861 auf Fürsprache des Gouverneurs von Pennsylvania zum Brigadegeneral des Freiwilligenheers (Brigadier General of Volunteers) ernannt. Er erhielt das Kommando über eine Brigade der Pennsylvania Reserves, einer Infanteriedivision, die aus überzähligen (d. h. über die von der Bundesregierung für Pennsylvania vorgesehene Quote hinausgehenden) Freiwilligen aufgestellt worden war. Dieser Großverband nahm 1862 als Teil der Potomac-Armee unter General McClellan am Halbinsel-Feldzug gegen die konföderierte Hauptstadt Richmond teil. In der Schlacht von Glendale wurde Meade am 30. Juni schwer verwundet, kehrte aber Mitte August zur Truppe zurück und bewährte sich, nunmehr als Divisionskommandeur, in der Schlacht am Antietam. Deshalb wurde er am 29. November zum Generalmajor befördert. In der Schlacht von Fredericksburg am 13. Dezember 1862 gelang der Division als einzigem Großverband ein Einbruch in die feindlichen Linien. Aufgrund dieser Leistung wurde er zum Kommandierenden General des V. Korps ernannt, mit dem er an der Schlacht bei Chancellorsville teilnahm.
Nach der Entlassung von Joseph Hooker wurde Meade am 28. Juni 1863 überraschend über die Köpfe mehrerer dienstälterer Generale hinweg zum Oberbefehlshaber der Potomac-Armee ernannt, weil er von allen Kommandierenden Generalen in der Hauptstadt als derjenige mit der meisten Erfahrung und Befähigung galt. Meade selbst hatte mit der Ernennung General John Fulton Reynolds’ gerechnet.
Zu diesem Zeitpunkt befand sich die gegnerische Nord-Virginia-Armee unter dem Kommando von Robert E. Lee auf einem Vorstoß nach Pennsylvania und bedrohte Harrisburg, Pennsylvania und Philadelphia. Vom 1. bis zum 3. Juli prallten beide Armeen bei Gettysburg aufeinander, wo es Meade unter Ausnutzung des Geländes gelang, Lees Angriffe – mit hohen Verlusten auf beiden Seiten – zurückzuschlagen und ihn zum Ausweichen nach Virginia zu zwingen. Dafür erhielt er den förmlichen Dank des Kongresses und die Beförderung zum Brigadegeneral der Regular Army. Allerdings warfen ihm Teile der Regierung und der Öffentlichkeit vor, er habe Lee leichtfertig entkommen lassen, anstatt seine Armee völlig zu vernichten. Diese Kritik steigerte sich im weiteren Verlauf des Jahres noch, als Meade in Virginia mehrfach von Lee ausmanövriert wurde und keine weiteren Erfolge vorweisen konnte.
Als Präsident Abraham Lincoln im März 1864 General Grant zum Oberbefehlshaber des Heeres ernannte, kam dieser aus dem Westen nach Virginia und schlug sein Hauptquartier im Felde bei der Potomac-Armee auf. Meade bot Grant seine Ablösung an, die dieser jedoch zurückwies. Die Führung der Potomac-Armee verblieb weiterhin bei Meade, während Grant die strategische Planung übernahm. Aufgrund einiger Fehler von Grant und Meade erlitt die Potomac-Armee in den Schlachten in der Wilderness, bei Spotsylvania und Cold Harbor erhebliche Verluste, konnte aber Lee beständig zurückdrängen und die Konföderierten schließlich in Petersburg und Richmond zum Stellungskampf zwingen. Hier kam es zu einer langwierigen Belagerung, die erst im April 1865 endete. Lee musste seine Stellungen räumen und wich nach Westen aus, wurde aber von Grant und Meade eingeholt und kapitulierte bei Appomattox Court House. Der Sieg bei Gettysburg wurde im Nachhinein als einer der Wendepunkte des Krieges angesehen.
1864 wurde Meade in die American Academy of Arts and Sciences gewählt.

## Nachkriegszeit

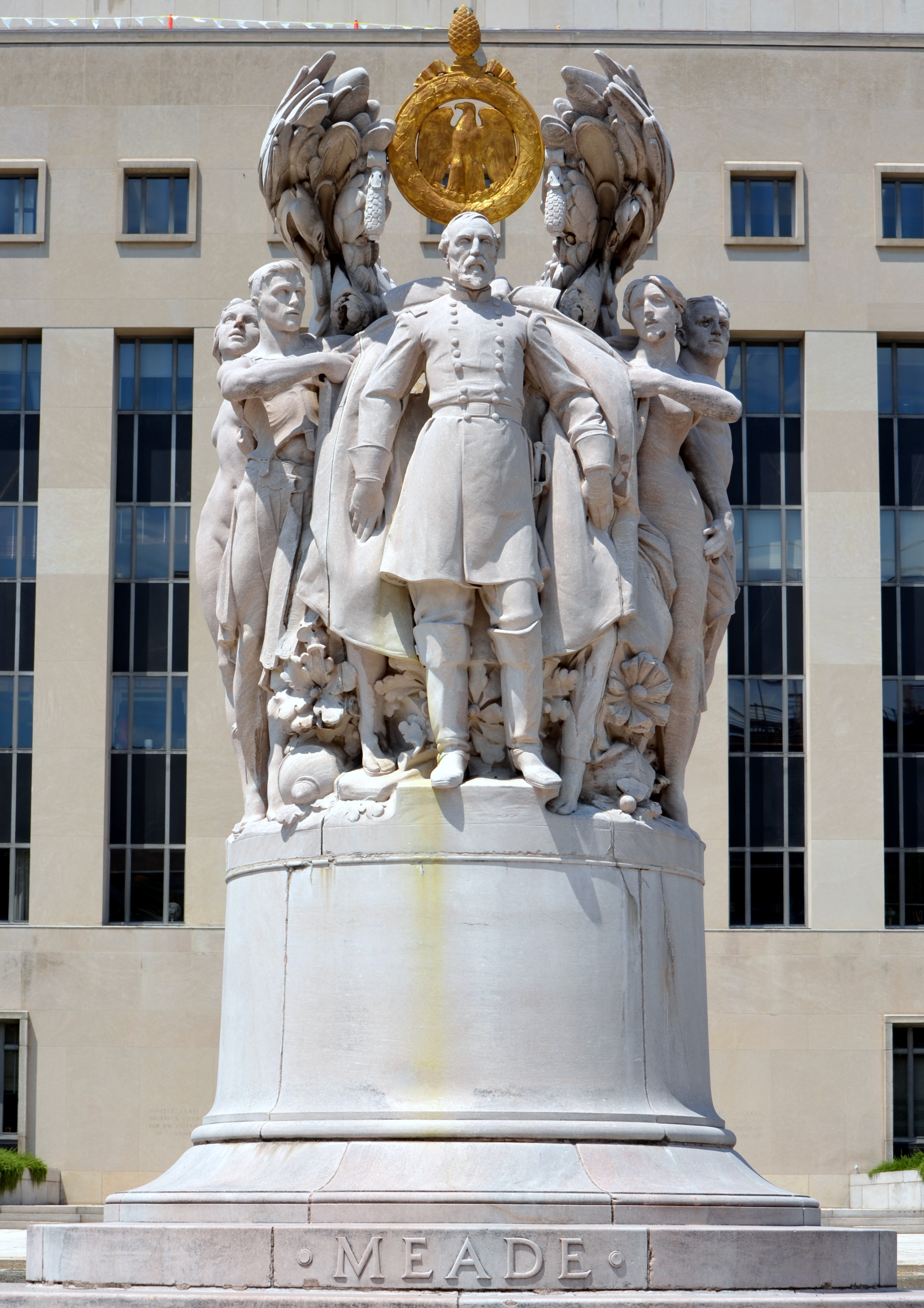
George Gordon Meade Memorial in Washington, D.C.

Nach dem Krieg erhielt Meade, der im Herbst 1864 zum Generalmajor der Regular Army befördert worden war, das Kommando über die Wehrbereiche Ost (Department of the East) oder Süd (Department of the South) oder das Territorialkommando Atlantik (Military Division of the Atlantic). Er fühlte sich allerdings dadurch zurückgesetzt, dass nicht er, sondern Grants Untergebene auf dem westlichen Kriegsschauplatz, William T. Sherman und Philip Sheridan, in die Spitzenstellungen des Heeres berufen wurden. 1872 starb Meade an einer Lungenentzündung, die auf seine Verwundung von 1862 zurückgeführt wurde. Aufgrund seiner markanten Gesichtszüge sowie seines launischen und reizbaren Charakters erhielt er von den Soldaten den Spitznamen Old goggle-eyed Snapping Turtle („alte glotzäugige Schnappschildkröte“). Die heutige US-Militärbasis Fort George G. Meade in Maryland, das Meade County, Kansas und das Meade County, South Dakota sind nach ihm benannt. In Philadelphia existiert die General Meade Society of Philadelphia, die diverse Aktivitäten zum Andenken an den General betreibt.
Meade ist auf dem Laurel Hill Cemetery in Philadelphia, Pennsylvania beerdigt.

## Bekannte Nachfahren
- Matthew Fox, Schauspieler. Ur-Ur-Urenkel[4]
- Happy Rockefeller, Ur-Urenkelin.

## In der Kunst
Im Spielfilm Gettysburg, eine Adaptation von Michael Shaaras Roman The Killer Angels, wird Meade von Richard Anderson dargestellt.

## Veröffentlichungen
- General Meade's Letter on Gettyburg, Collins Printing House, Philadelphia, Pennsylvania, USA 1886.